# Mr. Know It All
Mr. Know It All è un brano musicale della cantante statunitense Kelly Clarkson, estratto come primo singolo dal suo quinto album Stronger e promosso dall'etichetta discografica RCA Records. Il singolo è stato scritto da Brian Seals, Ester Dean, Brett James e Dante Jones e prodotto da Brian Kennedy, Ester Dean e Dante Jones. La cantante ha descritto la canzone come "un brano vocalmente puro", affermando che lei e i produttori l'hanno registrata utilizzando il minimo possibile di Auto-Tune, in modo tale da far sentire la sua voce come la si sente nelle esibizioni live.

## Accoglienza
Il singolo è stato accolto da critiche generalmente positive dopo la sua pubblicazione. In diversi critici musicali hanno notato un'ispirazione nella canzone al brano del 2010 di Bruno Mars, Just the Way You Are.

## Successo Commerciale
Mr. Know It All è entrata alla nona posizione della classifica digitale statunitense e alla diciottesima della Billboard Hot 100 vendendo 107 000 copie in una settimana. Nel Regno Unito il singolo è entrato alla sesta posizione vendendo 47 910 copie nella sua prima settimana.

## Classifiche
| Classifica (2011) | Posizione massima |
| ----------------- | ----------------- |
| Australia         | 1                 |
| Austria           | 26                |
| Belgio (Fiandre)  | 56                |
| Belgio (Vallonia) | 64                |
| Canada            | 14                |
| Germania          | 18                |
| Giappone          | 33                |
| Irlanda           | 14                |
| Nuova Zelanda     | 8                 |
| Paesi Bassi       | 90                |
| Polonia           | 5                 |
| Regno Unito       | 4                 |
| Slovacchia        | 34                |
| Stati Uniti       | 10                |
| Stati Uniti (Pop) | 15                |
| Svizzera          | 22                |

### Classifiche di fine anno
| Classifica (2011) | Posizione |
| ----------------- | --------- |
| Australia         | 46        |
| Canada            | 99        |